# Малика Аян
Малѝка Ая̀н (на италиански: Malika Ayane; * 31 януари 1984 в Милано, Италия) е италианска певица, авторка на песни и виолончелистка.
След като пее няколко години в детския хор на Театър „Ла Скала“ в Милано и участва в няколко реклами, през 2007 г. подписва договор за звукозапис с лейбъла „Шугър Мюзик“. На следващата година издава първия си албум Malika Ayane, от който е извлечен сингълът Feeling Better.
Към 2021 г. има пет участия във Фестивала на италианската песен в Санремо. Първото ѝ участие е в изданието през 2009 г. с песента Come foglie („Като листа“), с която се класира на 2-ро място в категорията „Млади“. Участва повторно в следващото издание през 2010 г. – този път в категорията „Изпълнители“ и с песента Ricomincio da qui („Започвам отново оттук“), с която заема 5-о място на финала, като е удостоена и с Наградата на критиката „Миа Мартини“ и с Наградата на пресцентъра, радиото и телевизията. На изданието през 2013 г. тя се явява с E se poi („И ако след това“) в категорията „Шампиони“ и се класира на 4-то място. Четвъртото ѝ участие е в изданието през 2015 г. с Adesso e qui (nostalgico presente) („Тук и сега (носталгично настояще)“), с която се класира на 3-то място и е удостоена за втори път с Наградата на критиката. Последното ѝ към момента участие е на изданието през 2021 г. с песента Ti piaci così („Харесваш си се така“), с която се класира на 15-о място.
В продължение на кариерата си е удостоена с множество награди, сред които: една TRL Award, четири Музикални награди „Уинд“ (Wind Music Awards), една Награда „Лунеция“ и една Награда „Рома Видеоклип“, както и множество номинации, включително тези за Награда „Тенко“, Сребърна лента, Музикални награди на Ем Ти Ви Европа и Награди на Ем Ти Ви.
От 2012 г. тя се доближава до актьорската игра, като играе в късометражния филм Perfetto, има камео във Tutti i rumori del mare, както и роля в Caserta Palace Dream на Джеймс Мактийг. През 2016 г. играе главната роля в мюзикъла „Евита“ на 70 сцени в италиански театри.

## Биография

### Начални години
Малика Аян е родена в Милано в семейството на мароканец и италианка. Кариерата ѝ започва през 1995 г., когато е на 11 години, участвайки в хора на белите гласове в „Ла Скала“, където остава до края на 2001 г. Там тя най-често пее соло песни от съвременни композитори като Габриел Форе (през 1998 г. в църквата „Сан Марко“ в Милано), Бенджамин Бритън, Франсис Пуленк, Бруно Дзанолини и Ралф Воън Уилямс. През същите години учи виолончело в Миланската консерватория.
Заинтригувана от „музиката в допълнение към театъра“, тя започва да експериментира с жанрове, преминаващи от блус към джаз, от госпъл към електро-клаш.
На 7 декември 1997 г. маестро Рикардо Мути я избира за солистка в ролята на Второто привидение в операта „Макбет“ с Мария Гулегина, Ренато Брусън, Роберто Аланя и Карло Коломбара в първата вечер на оперния сезон в „Ла Скала“, заснет от RAI. До 2001 г. в „Ла Скала“ в Милано Аян прави важни сътрудничества, включително тези с Рикардо Шаи и Джузепе Синополи.
През 2003 г. участва в основаването на Music Organiz Action Music – мрежа от музиканти и диджеи, посветена на създаването на саундтракове за модни ревюта и музика за събития.

### Договор с Шугър Мюзик и първи албум
След като си сътрудничи в някои реклами с Фердинандо Арно, през 2007 г. Аян подписва договор за звукозапис с лейбъла Шугър Мюзик на Катерина Казели. Първият ѝ албум е издаден с продуцент Фердинандо Арнò на 26 септември 2008 г. и е озаглавен Malika Ayane. Той става платинен с продадени 80 хил. копия.
В началото на 2008 г. е издаден първият ѝ сингъл „Висяща“ (Sospesa), в който сътрудничи с Пачифико. Истински повратен момент идва с втория сингъл от албума: „Чувствайки се по-добре“ (Feeling Better). Песента застава на върха на радио класациите за повече от четири месеца; използването на песента в медиите позволява тя да достигне до девета, а след това и до шеста позиция в Класацията на FIMI, а след 31 седмици е в Топ 100, отбелязвайки истински рекорд за новоизгряващ изпълнител.
В началото на 2009 г. излиза албумът на Пачифико Dentro ogni casa, съдържащ песента „Ще дойде лятото“ (Verrà estate) – дует с Аян. Песента, извлечена като сингъл на 22 май 2009 г., става четвъртият сингъл на певицата. Същата година тя е избрана от британската певица Дъфи да открие етап от турнето ѝ в Милано на 13 ноември.
През същата година Аян записва кавър на Blue Christmas в дует с Андреа Бочели, вмъкнат в албума на италианския тенор и представен на живо от двамата по време на гостуването им в телевизионното предаване Che tempo che fa и по време на шест етапа от турнето на Бочели в Обединеното кралство.

### Санремо 2009: песенCome foglie
През февруари 2009 г. Малика Аян участва във Фестивала на италианската песен в Санремо в категория „Нови предложения“, като пее заедно с Джино Паоли във вечерта на дуетите песента „Като листа“ (Come foglie), написана от фронтмена на Неграмаро Джулиано Санджорджи. Песента е много успешна, класира се на второ място в категорията за младежи, достига до втората позиция в Класацията на FIMI и остава на върха в тази класация за около 19 седмици, след което е сертифицирана като платинена.
В същия период певицата се занимава и с други дейности. Написва сингъла „След мен“ (Dopo di me) за Валерио Скану, конкурент на осмото издание на шоуто за таланти Amici di Maria De Filippi. Песента достига девета позиция в Класацията на FIMI. През 2009 г. Аян участва в инициативата „Обединени изпълнители за Абруцо“ в записа на песента Domani 21/04.2009, пеейки заедно с певци като Джованоти, Лигабуе, Франко Батиато, Дзукеро, Кармен Консоли и др. Тя продължава с писането, като композира песента „Все още не знаеш“ (Ancora non sai) за сопраното Катрин Дженкинс, написана в съавторство с американския Дейвид Фостър. На 10 юли 2009 г. излиза последният сингъл от албума Malika Ayane, озаглавен „Срещу вятъра“ (Contro vento).

### Санремо 2010: песенRicomincio da quiи албумGrovigli
През януари 2010 г. Аян изпълнява кавър на „Първото хубаво нещо“ (La prima cosa bella) сертифициран първо като златен от FIMI и четири години по-късно като платинен) – парче на Никола Ди Бари, за саундтрака на едноименния филм на Паоло Вирци.
През февруари 2010 г. участва в 60-ия Фестивал в Санремо в рубриката „Изпълнители", представяйки песента „Започвам от тук“ (Ricomincio da qui). Текстът на песента е написан от Малика Аян и Пачифико, а музиката е от Фердинандо Арно. Песента получава отличен отзвук и певицата печели Наградата на критиката „Миа Мартини“ и Наградата на пресцентъра, радиото и телевизията. По време на последната вечер на фестивала Аян не успява да достигне първите три крайни позиции. В знак на протест срещу елиминирането на нея и на някои други големи имена в конкурса публиката на Театър „Аристон“ изразява недоволството си, на което сензационно отговарят и членовете на оркестъра, които хвърлят партитурите си на сцената. Сингълът има успех в продажбите, печелейки платинен рекорд и става най-излъчваният сингъл по италианското радио сред тези на конкуриращите се изпълнители.
Във връзка с участието ѝ във Фестивала в Санремо през 2010 г. излиза вторият ѝ албум, озаглавен „Възели“ (Grovigli), който печели двойно платинения сертификат на FIMI със 100 хил. продадени копия. Освен песента на Санремо и кавъра на La prima cosa bella албумът включва няколко сътрудничества: с Паоло Конте тя пее „Малка кафява мечка“ (Little Brown Bear), а с Чезаре Кремонини е авторка и изпълнителка на „Повярвай в любовта“ (Believe in love). Другите сингли от албума са „Удовлетвори душата ми“ (Satisfy My Soul), по радиото от 29 април 2010 г. и „Мисли и облаци“ (Thoughts and Clouds), издаден на 8 октомври 2010 г.
През пролетта на същата година Аян е поканена на престижното събитие Давид на Донатело, по време на което тя пее La prima cosa bella и награждава маестро Енио Мориконе за саундтрака на филма „Човекът, който ще дойде“ (L'uomo che verrà).
На 25 май 2010 г. излиза албумът от 1999 – 2010 г. The Greatest Hits, представляващ първата колекция от хитове на Чезаре Кремонини. Дискът съдържа и Hello!, в която той пее с Аян. На 1 октомври 2010 г. песента е издадена като сингъл.
През септември 2010 г. певицата получава номинация за Музикалните награди на Ем Ти Ви Европа. През октомври излиза Special tour edition на албума Grovigli, във формат CD + DVD, съдържащ също неиздаваната песен „Допълнителният ден“ (Il Giorno in più), извлечен като сингъл на 14 януари 2011 г. и включен в саундтрака на едноименният филм на Фабио Воло. Освен това новото издание съдържа и сингълът Hello!.
На 30 септември и 1 октомври Аян участва в O'Scia' – традиционен джем сешън на Клаудио Балиони на остров Лампедуза, където тя прави дуети с него.
През февруари 2011 г. певицата получава две номинации на наградите TRL 2011 в категориите Best Look и Italians Do It Better.

### Албум Ricreazioneсъс сингълаTre coseи Санремо 2013:E se poi
След издаването през март 2012 г. на сингъла „Единственото нещо, което остава“ (L'unica cosa che resta), което вижда участието на Аян заедно с Пачифико, през лятото на 2012 г. тя е в залата за запис на третия си албум. Началният ѝ сингъл „Три неща“ (Tre cose) се излъчва по италианските радиостанции от 27 юли 2012 г. Албумът, озаглавен „Междучасие“ (Recreazione) и издаден от Шугър Мюзик, излиза на 18 септември 2012 г., две години след издаването на албума ѝ Grovigli. Сингълът „Три неща“ е написан от Алесандро Райна с музика от Алесандро Райна и Малика Аян, и получава платинен сертификат. Вторият сингъл от албума е „Времето не лъже“ (Il tempo non inganna) по радиото от 9 ноември 2012 г.
Също през 2012 г. Аян има малка роля във филма „Всички шумове на морето“ (Tutti i rumori del mare), режисиран от съпруга ѝ Федерико Бруджа. През ноември излиза албумът на Франческо Де Грегори Sulla strada, в който тя пее в дует с него в „Момиче от '95 г.“ (Ragazza del '95) и „Омир на Кантаджиро“ (Omero al Cantagiro).
На 13 декември 2012 г. участието ѝ във Фестивала в Санремо през 2013 г. е повърдено с две песни, и двете написани от Джулиано Санджорджи от Неграмаро: „И ако после“ (E se poi) и „Нищо“ (Niente), първата от които се класира на четвърто място в края на конкурса и впоследствие е сертифицирана от FIMI като платинена. На 24 май излиза четвъртият сингъл от албума Recreazione – „Какво сложи в кафето?“ (Cosa hai messo nel caffè?). Лятното ѝ турне започва в същия ден.
На 26 май тя пее националния химн на финала на Купата на Италия.
На 28 октомври от албума Ricreazione e извлечен петият и последен сингъл – „Сняг (изключителна любов)“ (Neve casomai (un amore straordinario)), който получава платиненен сертификат за над 50 хил. продадени копия.
От 17 юни 2013 г. в продължение на две седмици Аян води радиопрограма „Разпродадено, грешки по пътя“ (Sold out, incidenti di percorso) – програма, която тя написва и води, която стартира отново, след успеха на предишните издания, през февруари 2014 г. През същата година тя участва в актьорския състав на късометражния филм Caserta Palace Dream на австралийския режисьор Джеймс Мактийг.
През юли 2013 г. получава Награда „Лунеция“ в знак на признание за „Музикално-литературната стойност“ на песента E se poi. През същата година получава Музикална награда „Уинд“ за златния диск на албума Ricreazione, както и Награда Velvet.
На 8 май 2014 г. тя е поканена от Лаура Паузини да пее с нея. На 18 май Аян пее и свири на виолончело в песента Con la musica alla radio заедно с Ноеми, Л'Аура, Ема, Паола Турчи, Сирия, Ла Пина и самата Лаура Паузини в Античния театър на Таормина. Шоуто се излъчва по телевизията на 20 май като моноспектакъла „Тази вечер Лора: Вярвах в една мечта“ (Stasera Laura: ho creduto in un sogno).
На 30 септември 2014 г. излиза новият албум на Федец Pop-Hoolista, в който има дует с Малика Аян в песента Sirene, който през седмицата 37 на 2015 г., без да е сингъл, е сертифициран като златен за над 25 хил. продадени копия.

### Санремо 2015 и издаване на албумаNaïf
На 14 декември 2014 г. присъствието ѝ на Фестивала в Санремо през 2015 г. е обявено от Карло Конти в предаването „Арена“ на Масимо Джилети с песента „Днес и тук (носталгично настояще)“ (Oggi e qui (nostalgico presente)). С нея на 14 февруари 2015 г. Аян успява да се класира на трето място в крайното класиране, като печели освен това за втори път Наградата на критиката „Мия Мартини“. Песента достига деветата позиция в Класацията на FIMI и е сертифицирана като платинена, като според EarOne тя е третата италианска песен, която се излъчва най-много от радиото.
На 12 февруари 2015 г. певицата издава четвъртия си албум Naïf (издаден от Шугър Мюзик). В iTunes може също да се изтегли бонус тракът с кавъра на песента Vivere на Васко Роси, изпълнен по време на третата вечер на Фестивала в Санремо 2015. Албумът достига деветата позиция в Класацията на FIMI, в която присъства повече от една година и е златен за надхвърляне на 25 хил. продадени копия.
На 1 и 8 април 2015 г. Аян е специална вокална педагожка в програмата The Voice of Italy за отбора на Роби и Франческо Факинети.
Вторият сингъл от албума е „Без да караме насериозно“ (Senza fare sur serio). Песента бързо достига до Топ 10 на Класацията на FIMI и се нарежда като втората най-популярна италианска песен по радиостанциите за цялата 2015 г. Тя се превръща в истински летен хит, стигайки до тройния платинен диск за над 150 хил. продадени копия.
На 11 септември 2015 г. певицата лансира третия сингъл от албума – „Буря“ (Tempesta), чийто видеоклип е представен във Венеция по повод Международния филмов фестивал, в който тя участва като жури. Сингълът получава от FIMI сертификат за продажби: той е сертифициран като златен за повече от 25 хил. продадени копия.
На 22 септември Аян участва като гостенка в концерта-събитие на Арена ди Верона на Франческо де Грегори, пеейки с него „Малка ябълка“ (Piccola mela). По време на вечерта тя изпълнява реинтерпретация на „Парчета стъкло“ (Pezzi di Vetro), акомпанирайки на виолончело. Аян се завръща на сцената в края на концерта, пеейки Buonanotte Fiorellino заедно с Лигабуе, Елиза, Джулиано Санджорджи, Капареца, Фаусто Леали и самия Де Грегори.
През септември 2015 г. тя заедно с певеца Джовани Какамо дава гласа си в италианската версия на късометражния филм на Пиксар Lava, предшестващ филма Отвътре навън .
През октомври турнето ѝ Naif започва в театрална версия, с нулева дата на 8 октомври във Виджевано и продължава със спирки в главните италиански театри, като тя е заета с него до декември. Рекордите за турнета през първите месеци са разпродадени на няколко дати, така че миланската дата се утроява. Турнето завършва в Театър „Аристон“ в Санремо и билетите са разпродадени за всички дати.
През пролетта на 2016 г. певицата започва отново турнета в обиколка на италиански клубове на 15 етапа.
На 26 февруари 2016 г. четвъртият сингъл, извлечен от Naïf: „Много бавно“ (Lentissimo) влиза в радио ротация. През следващия месец Аян е ангажирана с наградите на ТИММюзикс OnStage Awards 2016 като водеща заедно с Никола Савино. Събитието е излъчено в праймтайма на 18 март по Rai 2 и чрез радиостанцията Radio2.
На 20 май излиза и петият сингъл от същия ѝ албум – „Синьо“ (Blu), почти едновременно с кавъра на In blu dipinto di blu на Доменико Модуньо, използвана като саундтрак в рекламата на авиокомпанията Алиталия.

### Музикалното преживяване с мюзикълаEvita(2016 – 2017)
През лятото на 2016 г. певицата е заета с финалните дати на турнето Naïf En Plein Air Tour.
На 22 септември 2016 г. излиза албумът Love Life Peace на Рафаел Гуалази, в който има дует с Малика Аян: Buena Fortuna. Между ноември 2016 г. и януари 2017 г. Аян е в ролята на Ева Перон, главна героиня в мюзикъла на Масимо Ромео Пипаро „Евита“. Придружена от оркестър, тя пее в италианските театри за 70 представления пред 72 719 зрители.
На 16 ноември 2017 г. Аян представя шоуто „Не само 25“ (Non solo 25) в Нов театър (Милано) по повод 25 ноември – Световният ден срещу насилието над жени, придружен от гости като Брунори Сас, Рой Пачи и Томазо Парадизо.

### Завръщане с албумаDominoи опит вX Factor 13(2018 – 2020)
След опита с мюзикъла Малика се посвещава на дълъг период на пауза, продължил повече от две години, за да даде форма на петия си албум. Прекъсването от музикалните сцени не изключва някои телевизионни изяви (като Facciamo che io ero на Вирджиния Рафаеле и Давид на Донатело).
На 22 май 2018 г. певицата публикува видео съобщение в Инстаграм, в което обявява издаването на Stracciabudella – сингъл, който от 25 май е предшественик на новия неиздаван проект Domino, издаден за Шуър Мюзик на 21 септември. През лятото на 2018 г. Малика участва със Stracciabudella на Летния фестивал „Уинд“ и на Наградите RTL Awards. На 7 септември 2018 г. е пуснат втори сингъл – „Мечти в косите“ (Sogni tra il capelli), последван от „Колко трае един час“ (Quanto dura un'ora) на 7 декември.
Проектът за запис се оформя в две паралелни турнета, едното в клубове, другото в театрите, които ангажират певицата от края на октомври 2018 г. до края на февруари 2019 г. Двойното турне и песните на диска следват същата логика като доминото, така че от двустранна плочка могат да се създават безкрайни комбинации.
На 1 юни 2019 г. е обявено участието ѝ като жури в шоуто за таланти X Factor Italia. Снимките на прослушванията започват на 16 юни, по време на които Аян и нейните трима колеги Сфера Ебаста, Мара Майонки и Самуел от Субсоника избират подходящите състезатели за фазата Bootcamp.
На 3 юли 2019 г. италианско-бразилската група Селтон издава сингъла Ipanema в дует с Аян.
На 5 юли се провежда Bootcamp за Under uomini – екип, воден от Малика, която отива в Неапол същата вечер, за да присъства на Универсиадата, по време на която пее Lasciatemi cantare на Доменико Модуньо.
През първите дни на август в Берлин се провежда последната записана фаза на X Factor: т нар. Home visit.
В допълнение към шоуто за таланти лятото на 2019 г. вижда певицата също така ангажирана с турнето си Domino En plen Air Tour, което се провежда на различни места на открито в цяла Италия.
На 12 септември 2019 г.по телевизионния канал Sky Uno започва да се излъчва 13-то издание на X Factor.
На 11 октомври 2019 г. Аян пуска неиздавания сингъл „Еха (не, почакай)“ (Wow (niente aspetta)). Песента е използвана в рекламата на Oral-B, спонсор на Xfactor 13.
Фазата на шоуто на живо започва на 24 октомври, в която екипът на Малика е съставен от Давиде Роси, Лоренцо Риналди и Енрико ди Лауро. Финалът на Xfactor 13 се провежда на Медиоланум Форум в Асаго на 12 декември 2019 г. Състезателят на Аян Давиде Роси е четвърти.

### Пето участие в Санремо (2021 и впоследствие)
На 17 декември 2020 г. в Санремо Джовани 2020 е обявено завръщането на певицата на сцената на Театър „Аристон“ за Фестивала в Санремо 2021 след шест години отсъствие с песента „Харесваш си се така“ (Ti piaci così). Вечерта, посветена на кавърите на авторските песни, тя преинтерпретира „Заедно с теб не искам вече да съм“ (Insieme a te non ci sto più), написана от Паоло Конте за Катерина Казели, отдавайки така почит на нейните творчески ментори.
Шестият студиен албум на Аян „Манифест“ (Malifesto) излиза на 26 март 2021 г. Заглавието е разминаване между името на певицата и глагола manifestare („проявявам се“): следователно означава „проявява на емоции по маликийски“. В допълнение към Ti piaci così, участваща в песенния конкурс, албумът съдържа още девет песни на физически носител (CD). Дигиталната версия съдържа и „Няма да съ повече с теб“ (Insieme a te non ci sto più)

## Личен живот
През 2005 г., на 21-годишна възраст, Малика Аян става майка на Миа – дъщеря от първия ѝ партньор. През 2009 г. тя започва връзка с колегата си Чезаре Кремонини, която приключва през 2010 г.
Аян започва нова връзка с Федерико Бруджа – режисьор на реклами и видеоклипове и вече баща на две момичета, за когото тайно се омъжва в Лас Вегас през юни 2011 г. Бракът е честван официално с гражданската церемония на 1 декември 2011 г. в Милано в Палацо Реале. Двойката се разделя през 2016 г.

## Дискография

### Студийни албуми
- 2008 – Malika Ayane
- 2010 – Grovigli
- 2012 – Ricreazione
- 2015 – Naïf
- 2018 – Domino
- 2021 – Malifesto

## Турнета
- 2009 – Malika Ayane Tour[58]
- 2010 – Grovigli Tour[59]
- 2012 – 2013 – Ricreazione tour
- 2015 – Naïf tour
- 2016 – Naïf Club tour[60] – Naïf En Plein Air Tour
- 2018/2019 - Domino Tour

### Саундтракове и реклами
- 2005 – Оригинален аранжимент на Over the Rainbow, с акомпанимен на Ремо Бианки за Лоренцо Маняги, служи като джингъл на Yomo
- 2006 – Оригинален аранжимент на Time Thief, композиран от Фердинандо Арно рекламна кампания на DTC
- 2007 – Soul Waver, в сътрудничество с Фердинандо Арнò, избран за саундтрак на рекламата на СААБ
- 2009 – Il giardino dei salici, избрана за саундтрак в рекламата на Барила
- 2010 – Perfetta, избрана за саундтрак в рекламата на Orogel
- 2010 – Sospesa, написана от Фердинандо Арно и Луиджи де Крешенцо, изпята с Пачифико, избрана за саундтрак на филма Letters to Juliette
- 2010 – La prima cosa bella, кавър на песента на Могол и Никола Ди Бари, избрана от Паоло Вирци за саундтрак на едноименния филм.
- 2011 – Thoughts and Clouds, избрана за саундтрак на рекламата на ФИАТ Freemont.
- 2012 – Soul Waver, избрана за саундтрак за епизод 6 на сезон 9 на Самотно дърво на хълма.
- 2014 – Cosa c'è, избрана за саундтрак на филма Fratelli unici на Раул Бова и Лука Арджентеро .
- 2015 – Lava, избрана като въведение към филма на Дисни Отвътре навън.
- 2016 – Nel_blu_dipinto_di_blu, избрана за международната кампания на Алиталия „Произведено от Италия“.
- 2016 – 2017 Buena Fortuna (feat. Рафаел Гуалази ), финална тема на Rischiatutto на Фабио Фацио.

## Филмография

### Телевизия
- 2016 – Speciale Naïf – Malika Ayane (Sky Arte)
- 2016 – Tim Music On Stage Award[61]
- 2019 – X Factor 13 – жури
- 2021 – La compagnia del cigno, сезон 2

### Кино
- 2011 – Perfetta
- 2012 – Tutti i rumori del mare
- 2014 – Caserta Palace Dream
- 2015 – Lava, късометражен филм на Отвътре навън

### Театър
- 2016 – Evita[62]

### Реклама
- Oral-B (2019)

## Награди и признания
- 2010: Награди TRL като Първа дама
- 2010: Награда на критиката „Миа Мартини“ на Фестивала на италианската песен в Санремо
- 2010: Награда на пресцентъра, радиото и телевизията на Фестивала на италианската песен в Санремо
- 2010: Награда „Рома Видеоклип“ – специална награда „Киното среща музиката“ за La prima cosa bella
- 2010: Музикални награди „Уинд“ – Online single track online за песента Ricomincio da qui
- 2010: Музикални награди „Уинд“ – награда „Златно CD“ за албума Girovigli
- 2012: Музикални награди „Уинд“ – Награда „Платинено CD“ за албума Girovigli
- 2013: Награда „Велвет“ за Специална мисия
- 2013: Музикални награди „Уинд“ – награда „Златно CD“ за Girovigli
- 2015: Награда на критиката „Миа Мартини“ на Фестивала на италианската песен в Санремо